# Anolis ortonii
Espèce
Synonymes
- Norops ortonii (Cope, 1868)
- Anolis cynocephalus Bocourt 1870
- Anolis bouvierii Bocourt 1873

Anolis ortonii est une espèce de sauriens de la famille des Dactyloidae.

## Répartition
Cette espèce se rencontre en Bolivie, au Pérou, en Équateur, en Colombie, au Venezuela, au Guyana, au Suriname, en Guyane et au Brésil.

## Étymologie
Cette espèce est nommée en l'honneur de Jas Orton.

## Publication originale
- Cope, 1868 : An examination of the Reptilia and Batrachia obtained by the Orton Expedition to Equador and the Upper Amazon, with notes on other species. Proceedings of the Academy of Natural Sciences of Philadelphia, vol. 20, p. 96-140 (texte intégral).